# Alda Lara
Alda Ferreira Pires Barreto de Lara Albuquerque, được gọi là Alda Lara (ngày 9 tháng 6 năm 1930, Benguela, Angola - ngày 30 tháng 1 năm 1962, Cambambe, Angola) là một nhà thơ người Angola viết bằng tiếng Bồ Đào Nha.

## Tiểu sử
Alda Lara sinh ngày 9 tháng 6 năm 1930 tại Benguela, Angola. Bà xuất thân từ một gia đình giàu có và nhận được một nền giáo dục Kitô giáo, mang lại cho bà một tinh thần tự do, theo một nhà bình luận. Anh trai bà là nhà thơ nổi tiếng Ernesto Lara Filho. Lara đã tham dự một trường nữ ở Sá da Bandeira (nay là Lubango) trước khi chuyển đến Bồ Đào Nha để hoàn thành việc học trung học. Bà theo học Đại học Lisbon và sống tại Casa dos Estudantes do Imperio (Nhà sinh viên của Đế quốc). Bà đã có một cuộc sống sinh viên năng động và bắt đầu sự nghiệp viết của mình bằng cách xuất bản thơ trong tạp chí văn học Mensagem, một ấn phẩm dành riêng cho người châu Phi. Lara sau đó học Đại học Coimbra và kiếm được bằng y khoa.
Lara đã viết cho một số tờ báo và tạp chí như Jornal de Benguela, Jornal de Angola, và ABC e Ciência. Bà kết hôn với nhà văn người Bồ Đào Nha ở Mozambique, Orlando Albuquerque và sinh bốn đứa con. Sau khi sống ở Bồ Đào Nha được 13 năm, Lara chuyển về Angola năm 1961. Tuy nhiên, sự trở lại của bà là ngắn ngủi, khi bà qua đời vào ngày 30 tháng 1 năm 1962 tại Cambambe. Chồng của bà tập trung việc xuất bản tác phẩm của bà sau khi bà qua đời, bao gồm Poemas vào năm 1966 và Tempo da Chuva vào năm 1973. Những bài thơ và truyện ngắn của Lara chủ yếu đề cập đến các chủ đề về làm mẹ và con cái cũng như tự do và công lý. Phần lớn thơ của bà phản ánh sự không hài lòng với hiện trạng xứ thuộc địa.